# کفال لب‌شیپوری
کفال لب‌شیپوری (نام علمی: Oedalechilus labiosus) نام یک گونه از سرده پندیده‌لب‌ها است.